# Eparchia Soczi
Eparchia Soczi – jedna z eparchii Rosyjskiego Kościoła Prawosławnego, z siedzibą w Soczi. Wchodzi w skład metropolii kubańskiej.
Utworzona postanowieniem Świętego Synodu 28 grudnia 2018 r., poprzez wydzielenie z terytorium eparchii jekaterinodarskiej. Obejmuje część Kraju Krasnodarskiego – miasto Soczi i rejon tuapsiński.
Pierwszym ordynariuszem eparchii został biskup Soczi i Tuapse German (Kamałow).